# Камеральний контроль
Камера́льний контро́ль — контроль на основі зіставлення, вивчення та аналізу поданої платниками податків податкової звітності, відомостей уповноважених державних органів, а також інших документів і відомостей про діяльність платника податків. 
Метою проведення камерального контролю є надання платнику податків можливості самостійного усунення порушень без застосування штрафних санкцій та виходу на податкову перевірку на підприємство.
Проведення податкових перевірок з виходом на підприємство вимагає значної кількості часу, у зв'язку з чим, даним видом податкового контролю охоплюється невелика кількість платників податків. Тоді як, камеральний контроль охоплює практично всіх платників податків, що надають податкову звітність. Таким чином, проведення камерального контролю, в тому числі і автоматизованого, значно економить час працівників податкових органів та дозволяє виявляти практично всі помилки, допущені платниками податків при заповненні форм податкової звітності.